# Edmond Lahaye
Pour les articles homonymes, voir Lahaye.
 (octobre 2011).
Si vous disposez d'ouvrages ou d'articles de référence ou si vous connaissez des sites web de qualité traitant du thème abordé ici, merci de compléter l'article en donnant les références utiles à sa vérifiabilité et en les liant à la section « Notes et références ».
Edmond Lahaye est un chansonnier et dessinateur français né le 8 novembre 1886 à Ay (Marne) et décédé le 12 février 1981 à Antibes.

## Biographie
Jusqu’à la Première Guerre mondiale, il est chansonnier dans les cabarets montmartrois et membre de la Société des Dessinateurs Humoristes où il est entré avec le parrainage du caricaturiste Francisque Poulbot. Il participe au salon des humoristes et à leurs banquets mensuels où il rencontre Noël-Noël, Dorgelès et Mac Orlan.
Il dessine pour les journaux parisiens Le Matin et Le Ruy Blas
Mobilisé en 1914, il est quatre ans au front et est blessé trois fois. Après la guerre, il se marie à une pianiste parisienne, Yvonne Delevoye. Ils quittent la capitale pour s’installer sur la Côte d’Azur, d’abord à Golfe-Juan (Vallauris) puis à Antibes. En 1920, il se reconvertit dans la décoration de vases, de plats, d’assiettes en céramique.
Parallèlement à cette activité, il croque des caricatures de personnes célèbres et écrit pour des revues régionales.
Ses dessins l’amènent à la publicité. Il a pour clients des hôtels, des fabricants de chocolat, des magasins huppés. Il écrit des chansons humoristiques qu’il interprète. Avec sa femme Yvonne, il anime chaque dimanche une émission sur "Radio-Côte d'Azur", où il présente des sketches.
À « L’Imagerie », son « atelier-maison-boutique », il lance des séries de cartes postales qu’il imprime lui-même. Illustrant Antibes et Juan-les-Pins, Cannes ou Nice, elles représentent souvent des femmes chics, belles et riches. Ces cartes deviennent peu à peu la partie la plus visible de son activité artistique. Après la Deuxième Guerre mondiale, il continue de dessiner, de chanter et de jouer du piano.